# Aulonothroscus mateui
Aulonothroscus mateui is een keversoort uit de familie dwergkniptorren (Throscidae). De wetenschappelijke naam van de soort werd in 1964 gepubliceerd door Antonio Cobos Sánchez.